# Encore
Az Encore Eminem 5. stúdióalbuma, melyet 2004. november 12-én adott ki. Eminem utolsó albumának tervezte, ám a legjobb slágereiből később kiadott egy válogatást, a Curtain Callt.

## Háttérinformációk és a készítés
Eminem utolsó albumának szánta, és utána vissza akart vonulni (később még kiadta a Curtain Callt). A cím (Encore) lefordítva a koncerteken használatos „hogy volt”, vagy „Vissza, vissza!” kifejezést takarja.

### Borító
A borítón Eminem látható, amint meghajol a közönség előtt. Ha kinyitjuk a CD tokot, a kézikönyv hátulján is ez a kép szerepel, ám Eminem hátulról van fényképezve, és a hátsó, közönség elől eltakart kezében egy pisztoly van.
A CD-n Eminem búcsúlevele található, majd ha kivesszük a CD-t, láthatjuk a képen hogy Em' egy pisztolyt vesz a szájába.

### Kiadások
- Az albumnak kétfajta kiadása van:
  - egy sima, egycédés,
  - és egy „Deluxe Edition”, melyhez egy bónusz CD tartozik.
- Az albumhoz 5 kislemez készült.

### Számlista
- "Curtains Up" – 0:46
- "Evil Deeds" – 4:19
- "Never Enough" (50 Cent-tel & Nate Dogg-gal) – 2:39
- "Yellow Brick Road" – 5:46
- "Like Toy Soldiers" – 4:56
- "Mosh" – 5:17
- "Puke" – 4:07
- "My 1st Single" – 5:02
- "Paul" (skit) – 0:32
- "Rain Man" – 5:13
- "Big Weenie" – 4:26
- "Em Calls Paul" (skit) – 1:11
- "Just Lose It" – 4:08
- "Ass Like That"– 4:25
- "Spend Some Time" (50 Cent-tel, Obie Trice-vel és Stat Quo-val) – 5:10
- "Mockingbird" – 4:10
- "Crazy in Love" – 4:02
- "One Shot 2 Shot" (D12-vel)– 4:26
- "Final Thought" (skit) – 0:30
- "Encore"
"Curtains Down" (Dr. Dre-vel & 50 Cent-tel) – 5:48

### Bónusz CD
A "Deluxe Edition"-höz tartozó bónusz CD-n a következő számok találhatóak:
- "We As Americans" – 4:39
- "Love You More" – 4:47
- "Ricky Ticky Toc" – 2:49

### Kislemezek
| Borító | Információk                                                                                     |
| ------ | ----------------------------------------------------------------------------------------------- |
|        | "Just Lose It" - Megjelenés: 2004. szeptember 28. - B-oldal: -                                  |
|        | "Encore" - Megjelenés: 2004. november 9. - B-oldal: -                                           |
|        | "Like Toy Soldiers" [Europe Only Single] - Megjelenés: 2005 ? - B-oldal: –                      |
|        | "Mockingbird" - Megjelenés: 2005 ? - B-oldal: "Encore", "Just Lose It (DJ Green Lantern Remix)" |
|        | "Ass Like That" - Megjelenés: 2005. június 7. - B-oldal: -                                      |

## Érdekességek
- Az albumon eredetileg a 7. szám a "Christopher Reeves" c. volt, a "Curtains Up"-ot törölték, és minden dal a 7. előtt eggyel lejjebb jött. A Christopher Reevesről szóló szám készen volt, ám közben a színész meghalt és a dalt levették az albumról.
- A "Big Weenie" c. dal szerepel a CSI: A helyszínelők c. sorozat egyik epizódjában. A dalt azalatt a jelenet alatt játszották, mikor Eric Szmanda (azaz Greg Sanders) hot-dogokat vizsgál meg.
- Bugz nevű rapper a "Like Toy Soldiers" c. szám videóklipjében meghal egy lövés következtében (ahogy 1999-ben is megtörtént); szerepét Proof játssza